# 滋賀県立彦根翔陽高等学校
滋賀県立彦根翔陽高等学校（しがけんりつ ひこねしょうようこうとうがっこう）とは、滋賀県彦根市にかつて所在した公立の高等学校。

## 設置学科
- 総合学科
  - 人間文化系列
  - 環境科学系列
  - 流通経営系列
  - 情報管理系列
  - 健康科学系列

## 沿革
- 昭和49年（1974年） - 彦根市芹川町に滋賀県立彦根南高等学校を設置
- 昭和53年（1978年） - 校舎竣工
- 昭和59年（1984年） - 滋賀県立彦根商業高等学校に校名変更
- 昭和61年（1986年） - 商業科6学級に拡充
- 平成3年（1991年） - 情報処理科の設置
- 平成6年（1994年） - 創立20周年
- 平成8年（1996年） - 商業科3学級、情報処理科1学級に変更
- 平成10年（1998年） - 滋賀県立彦根翔陽高等学校に校名を変更、総合学科設置
- 平成16年（2004年） - 創立30周年
- 平成28年（2016年）4月 - 滋賀県立高等学校再編計画により滋賀県立彦根西高等学校と統合され、滋賀県立彦根翔西館高等学校が同一地に開校[1]。従前からの在校生は彦根翔陽高等学校にそのまま在籍する[2]。
- 2018年（平成30年）3月 - 閉校式[3]。

## 最寄り駅
- 近江鉄道彦根口駅 徒歩1分

## 著名な出身者
- 岩崎久太郎（元プロ野球選手）
- 遠藤ゆみ（元女子競艇選手）